# 首都圏氾濫区域堤防強化対策
首都圏氾濫区域堤防強化対策（しゅとけんはんらんくいき ていぼうきょうかたいさく）とは、日本国政府主導で行われている大規模な治水整備事業。首都圏、特に埼玉県と東京都への水害を予防するために始められた事業である。移転家屋は1,226戸に上る。『首都圏氾濫区域堤防強化対策事業』とも表記する場合がある。

## 歴史

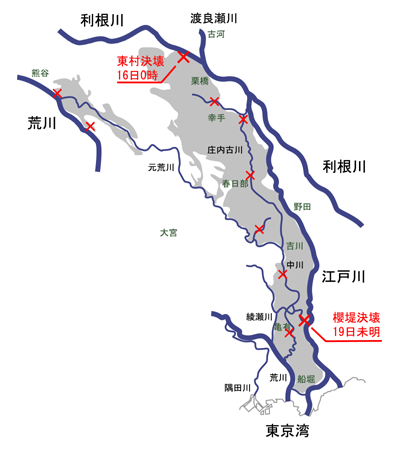
現在の水害予測と重なるカスリーン台風時の浸水域。実際に決壊痕付近の加須市周辺は、事業実施前の2001年にも河川水の浸透による漏水被害が起こっている。

江戸時代の利根川東遷を経てもなお、旧武蔵国東部は1947年（昭和22年）のカスリーン台風による堤防決壊などで被害を出し、日本国政府主導でダム建設を推進する利根川上流ダム群事業などが行われたが、大きな台風のたびに浸水被害を繰り返すなど、現在に至るまで水害との闘いを続けている地域となっている。
2013年の平成25年台風第26号では、埼玉県東部の5,600戸以上が浸水被害を受けている（ただし内水氾濫）。カスリーン台風では、堤防決壊により流下した洪水により、東京都足立区東半分、葛飾区全域、江戸川区のほぼ全域でも浸水被害が発生し、同様の被害が今後東京都でも起こる可能性が指摘されていた。
34兆円の被害が出ると想定されており、内閣府中央防災会議が発表した資料によれば、カスリーン台風と同規模の洪水が発生した場合、死者最大3,800人、罹災者数160万人に上ると推測している。現在の堤防はカスリーン台風の復旧のためにつくられたものが多く60年以上が経過し土質の混在があった。
実際に2001年（平成13年）には、堤防の水浸透による漏出も見られ、決壊の可能性も現実味を帯びていたことから、2004年（平成16年）度より国土交通省のプロジェクトとして、埼玉県深谷市～埼玉県吉川市までの約70㎞に及ぶ、利根川と江戸川の埼玉県側の堤防拡幅による堤防強化対策を開始した。
裏法面を堤防高の7倍に広げる。70kmの堤防強化工事は前例がなく、完成すると決壊の可能性が下がり、大きな防災効果を上げるとされている。利根川上流河川事務所と江戸川河川事務所による工事に分かれる。I期区間は当初は2018年（平成30年）度の完成を見込んでいたが、現在も建設工事が続いている。II期区間は2016年度に着工した。移転家屋は1200戸以上に上り、首都圏の治水事業では荒川放水路建設に匹敵する。
浸水被害が予想されている中川流域でも中川・綾瀬川直轄河川改修事業が進行しており、堤防の移設嵩上げや八潮市内の無堤防区間の解消などが行われている。被害軽減効果は約5兆円、事業費は約5000億円。
なお、東京都の江戸川周辺の葛飾区、江戸川区、千葉県の江戸川下流周辺の市川市では、高規格堤防事業が行われている。千葉県側の堤防はかさ上げされないが、利根川沿いには田中調節池、菅生調節池、稲戸井調節池（掘削し容量拡大工事中）など大規模な調節池が整備されている。
また、埼玉県と東京都を流れる荒川でも、荒川第一調節池、荒川第二・第三調節池、堤防の幅を拡幅するさいたま築堤、高規格堤防事業等の水害対策事業が行われている。

### 効果
事業実施中の2019年（令和元年）10月、台風19号により、栗橋観測所の利根川の水位が氾濫危険水位を超過し、関東地方整備局は10月13日未明、午前3時以降に利根川の堤防が決壊する恐れがあると発表した。久喜市・加須市には避難指示が出され緊迫した。栗橋観測所では、カスリーン台風による過去最高水位Y.P.9.17mを超え、堤防が耐えられる水位の高さの上限である計画高水位9.90mに迫る水位Y.P.9.61mを観測した。最終的に事なきを得たが、堤防が強化整備されていなければ、越水・漏水し、最悪の場合決壊していた可能性が非常に高い状況であった。

## 整備事業
関係市町村は、埼玉県深谷市、熊谷市、行田市、羽生市、加須市、久喜市、幸手市、杉戸町、春日部市、松伏町、吉川市、茨城県五霞町。以下はその中でも特筆性ある地区について述べる。

### 栗橋地区
栗橋地区では当初高規格堤防整備の対象地区であったが、江戸時代から宿場町として栄え、歴史的建造物も存在し人口集中地区（DID）の設定もされている既成市街地であることから、対象区域内の地権者に栗橋町（当時）がアンケート調査を行い、首都圏区域堤防強化対策事業の改良案が65.5%、暫定高規格堤防事業案が26.5%と、堤防強化事業改良案が暫定高規格堤防事業案を大きく上回る結果となったため、現在は宿場の街並みが道路の両側に引き続き残り、八坂神社や防災公園、桜等を植栽した避難場所となる平場が堤防上に移築・整備される地元住民の要望も取り入れた当堤防強化対策事業の改良案で堤防を整備している。利根川沿川の既成市街地で、高規格堤防整備の検討が行われた唯一の地区であり、他の高規格堤防整備対象地区はいずれも以前は農地であった。